# Trifluperydol
Trifluperydol, trifluperidol – organiczny związek chemiczny, pochodna butyrofenonu, stosowany jako lek przeciwpsychotyczny. Został opracowany przez Janssen Pharmaceutica w 1959 roku. Ma działanie przeciwpsychotyczne silniejsze niż haloperydol, ale daje więcej niepożądanych skutków ubocznych, w tym późne dyskinezy. Stosowany był w zakresie dawek 0,25 do 15 mg na dobę. W latach 60. i 70. przeprowadzono kilka badań nad skutecznością trifluperydolu w leczeniu objawów schizofrenii, ale z powodu niewielkiej sprzedaży produkcja leku została wstrzymana.